# Olaf Salomonsen
Olaf Kristian Salomonsen, född 7 mars 1861 i Ås, död 22 juli 1939, var en norsk jurist.
Salomonsen blev student 1877, juris kandidat 1882, edsvuren fullmäktig, anställd i Justitiedepartementet 1886, fullmäktig hos Riksadvokaten 1889, konstituerad som statsadvokat 1891, statsadvokat i Kristiania 1900, lagman i Borgarting og Agder 1909 och lagman i Kristiania 1923. Han var kretsmedlare för Østlandet från 1919 och ordförande i tillsynsrådet för landsfängelset för kvinnor.
Salomonsen utgav bland annat Das norwegische Schwurgericht (1908) och det för norsk rättspraxis betydelsefulla verket Den norske straffeproceslov med kommentar (två band, 1911–13) samt skrev avhandlingar, främst inom straffrätt, i rättsvetenskapliga tidskrifter.